# Championnat d'Espagne de hockey sur glace 1993-1994
Saison précédente Saison suivante
La saison 1993-1994 est la 20e saison du championnat d'Espagne de hockey sur glace. Cette saison, le championnat porte le nom de Superliga Española.

## Clubs de la Superliga 1993-1994
- FC Barcelone
- ARD Gasteiz
- CH Jaca
- CG Puigcerdà
- Txuri Urdin

## Classement
| # | Club         | Joués | V  | N | D  | bp:bc  | +/-  | Points |
| - | ------------ | ----- | -- | - | -- | ------ | ---- | ------ |
| 1 | CH Jaca      | 16    | 13 | 1 | 2  | 164:49 | +115 | 27     |
| 2 | Txuri Urdin  | 16    | 12 | 1 | 3  | 149:58 | +91  | 25     |
| 3 | CG Puigcerdà | 16    | 10 | 0 | 6  | 111:58 | +53  | 20     |
| 4 | FC Barcelone | 16    | 4  | 0 | 12 | 63:106 | -43  | 8      |
| 5 | ARD Gasteiz  | 16    | 0  | 0 | 16 | 25:241 | -216 | 0      |

### Meilleurs Pointeurs
Le CH Jaca est sacré Champion d'Espagne de hockey sur glace 1993-1994.